# Wellington (Utah)
Wellington es una ciudad ubicada en el condado de Carbon en el estado estadounidense de Utah. En el año 2000 tenía una población de 1.666 habitantes y una densidad poblacional de 183 personas por km². Colonizado por pioneros mormones, el epónimo es de Justus Wellington Seeley, contratista y minero de la localidad. La mayoría de los residentes de Wellington trabajan en la vecina ciudad de Price o en las minas de carbón de la región.

## Demografía
Según la Oficina del Censo en 2000, había 1.666 personas y 459 familias residentes en el lugar, 94,7% de los cuales eran personas de raza blanca.
Según la Oficina del Censo en 2000 los ingresos medios por hogar en la localidad eran de $36,979, y los ingresos medios por familia eran $40,521. Los hombres tenían unos ingresos medios de $41,053 frente a los $17,167 para las mujeres. La renta per cápita para la localidad era de $14,721. Alrededor del 14% de la población estaban por debajo del umbral de pobreza.